# Гінофобія
Гіно- або гінефобія — хворобливий та ірраціональний страх перед жінками, різновид специфічної соціальної фобії. Гінофобія зустрічається в стародавній міфології, а також у сучасному світі. Це специфічна фобія, яка є різновидом тривожного розладу. Людина з гінофобією може хвилюватися або відчувати паніку, коли думає про жінок або очікує контакту з ними.
Гінофобія відрізняється від мізогінії — у той час, як людина з гінофобією відчуває тривогу та страх перед жінками, мізогінія є шкідливим типом ворожого сексизму щодо жінок, який люди вивчають і переймають через культуру.

## Етимологія та зміст
Термін гінофобія походить від грецького γυνή — gunē, що означає «жінка» і φόβος — phobos, «страх». Оксфордський словник англійської мови цитує найдавніше відоме використання цього терміна 1886 року у записах лікаря Олівера Венделла Голмса старшого.
Гіпонімом терміна «гінофобія» є фемінофобія. До рідкісних та архаїчних термінів належить латинське horror feminae.
Гінофобія не вказана як стан у Діагностичному та статистичному посібнику з психічних розладів (DSM-5), однак є специфічною фобією — це тип тривожного розладу, який викликає інтенсивний, ірраціональний страх щодо конкретної ситуації, об'єкта, діяльності, тварини тощо. Людину може відчувати надзвичайну тривогу та страх, пов'язані з жінками. Ця реакція страху не обов'язково означає, що людина упереджено ставиться до жінок або ненавидить їх.
Гінофобія відрізняється від мізогінії, оскільки охоплює неконтрольований і надзвичайний страх перед жінками, тоді як мізогінія означає ненависть та зневагу до жінок. Гінофобія — це клінічний стан психічного здоров'я, який не є обраним, тоді як мізогінія виникає внаслідок необґрунтованих упереджень і їй можна запобігти шляхом зміни системи переконань. Таким чином, хоча обидва терміни описують реакцію на жінок, одна з них є навмисною реакцією, а інша — ні.

## Симптоми
Симптоми гінофобії можуть відрізнятися від людини до людини, але поширені з них можуть охоплювати:
- Сильний і неконтрольований страх поруч з жінкою;
- Сильна тривога при думці про розмову з жінкою чи взаємодію з нею;
- Поява панічних атак через цей страх, включно з такими фізичними симптомами, як прискорене серцебиття, утруднене дихання, пітливість, нудота, запаморочення, втрата свідомості, сухість у роті та стиснення в грудях;
- Уникнення громадських місць або ситуацій, де може бути присутня жінка;
- Нездатність спілкуватися з будь-якою жінкою особисто чи телефоном;
- Труднощі у формуванні та підтримці дружби та стосунків з жінками;
- Соціальна замкнутість та ізоляція;
- Безсоння та інші порушення сну;
- Нічні кошмари про розмови з жінками або про те, що вони завдання їм шкоди;
- Труднощі зі збереженням роботи через хвилювання перед жінками;
- Супутні психічні захворювання та симптоми, такі як депресія, інші тривожні розлади, ОКР, посттравматичний стресовий розлад або зловживання психоактивними речовинами тощо.

## Причини
Зазвичай конкретні фобії не виникають через одну причину, а розвиваються через кілька сприятливих причин, факторів ризику та тригерів. Ці причини, а також тяжкість стану можуть відрізнятися від людини до людини.

### Генетика
Дослідження показують, що ймовірність розвитку певної фобії у людей приблизно втричі вище, якщо у них є прямий родич із цією фобією. Крім того, наявність у сім'ї тривожних розладів може підвищити ймовірність розвитку у людини певної фобії. Тому, серед іншого, це вказує на те, що часто існує генетична схильність до розвитку гінофобії.

### Навколишнє середовище
Невідомо, якою саме мірою генетичні та навколишні фактори сприяють розвитку конкретних фобій, оскільки вони, ймовірно, впливають на ризик одночасно. Наприклад, дитина, у якої один із батьків має гінофобію, може успадкувати генетичну схильність до захворювання. Поряд із генетичним фактором, діти можуть спостерігати й вивчати поведінку та риси, які також сприятимуть розвитку в них гінофобії. Це може бути, зокрема хвилювання або уникають спілкування з жінками кимось із батьків або рідних. Подібним чином діти можуть відчувати занепокоєння в оточенні жінок, якщо ростуть у сім'ї без родичів жіночої статі або серед тих, хто дуже мало спілкується з жінками.

### Травма
У деяких випадках специфічні фобії розвиваються у відповідь на травму, зазвичай пережиту в дитинстві. Наприклад, у дитини, яка зазнала фізичного, сексуального чи емоційного насильства з боку особи жіночої статі, може розвинутися гінофобія. Це пов'язано зі страхом і тривогою, які відчувають під час цих травматичних переживань, які можуть виникати протягом усього життя за контактування з жінкою.